# Cimetière du Poblenou
Ne doit pas être confondu avec cimetière de Montjuïc.
Pour les articles homonymes, voir Poblenou (homonymie).

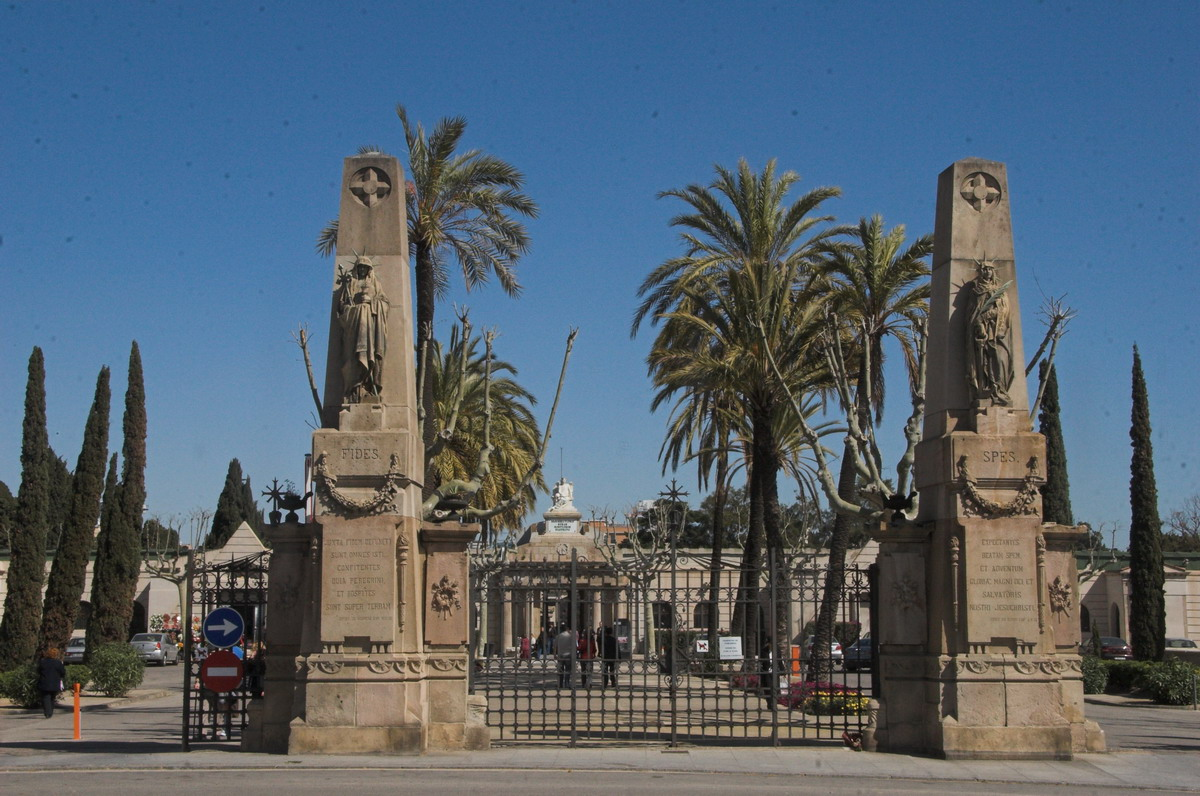
Entrée au cimetière.

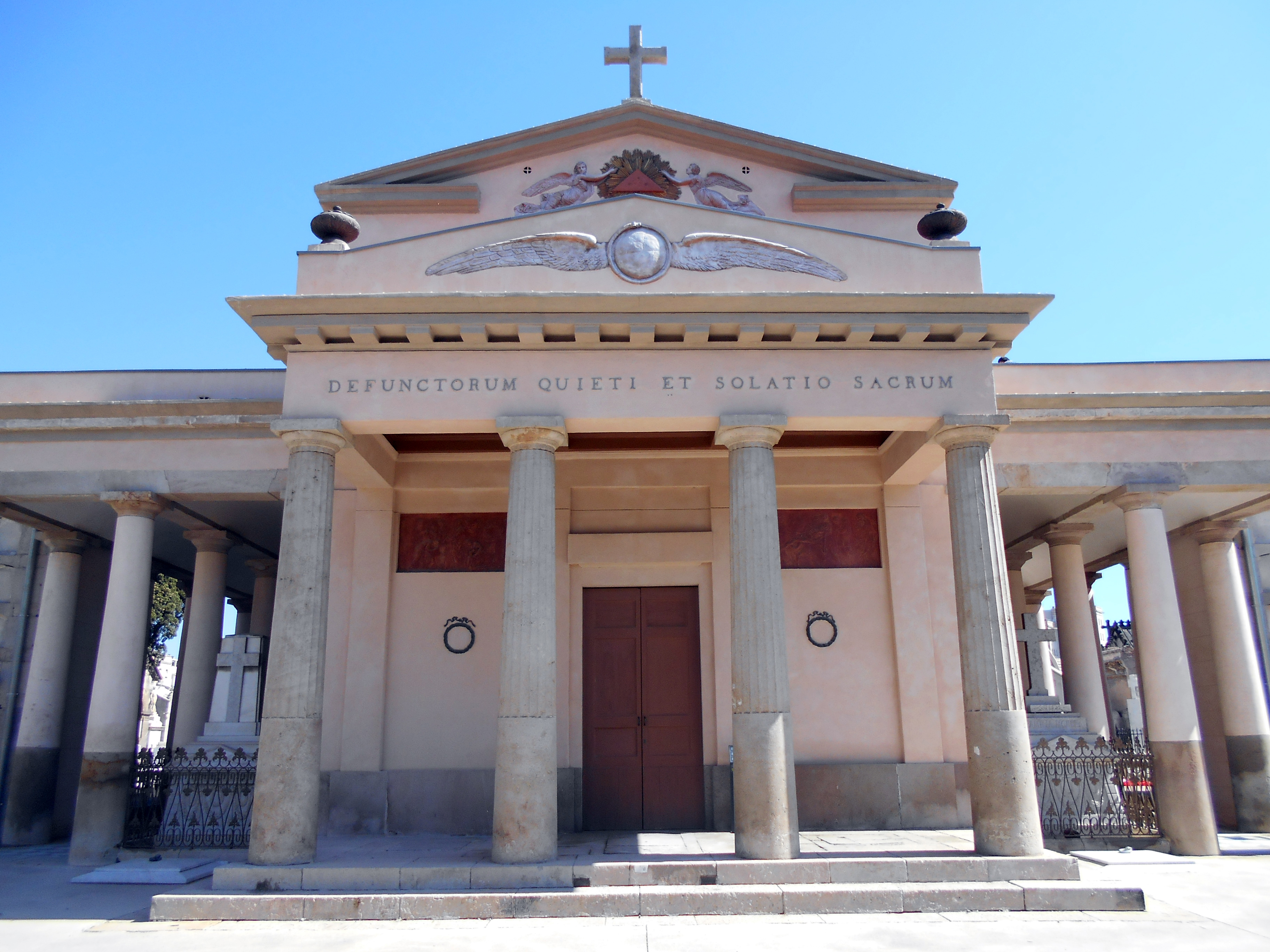
Chapelle du Cimetière (1818), d'Antonio Ginesi.

Le cimetière du Poblenou (en catalan : cementeri del Poblenou) est un cimetière monumental de la ville de Barcelone, situé dans le quartier du Poblenou, dans l'arrondissement de Sant Martí.
Il est connu notamment pour accueillir la célèbre statue Le Baiser de la Mort et les tombes de personnalités illustres, notamment issues de la bourgeoisie catalane.
Localisé près du port olympique et mis en lumière au niveau international à l'occasion des Jeux olympiques, le cimetière est également connu sous les noms de cimetière général de Barcelone, cimetière de l'Est, cimetière du Levant ou Vieux Cimetière.

## Histoire
Le cimetière du Poblenou est inauguré en 1775 par Josep Climent, êvêque de Barcelone, sur des terrains inhabités près de la plage de la Mar Bella. Il est construit pour pallier les problèmes d'insalubrité occasionnés par la densité de la cité, alors entourée de murailles. Il est alors le premier cimetière barcelonais construit hors les murs.

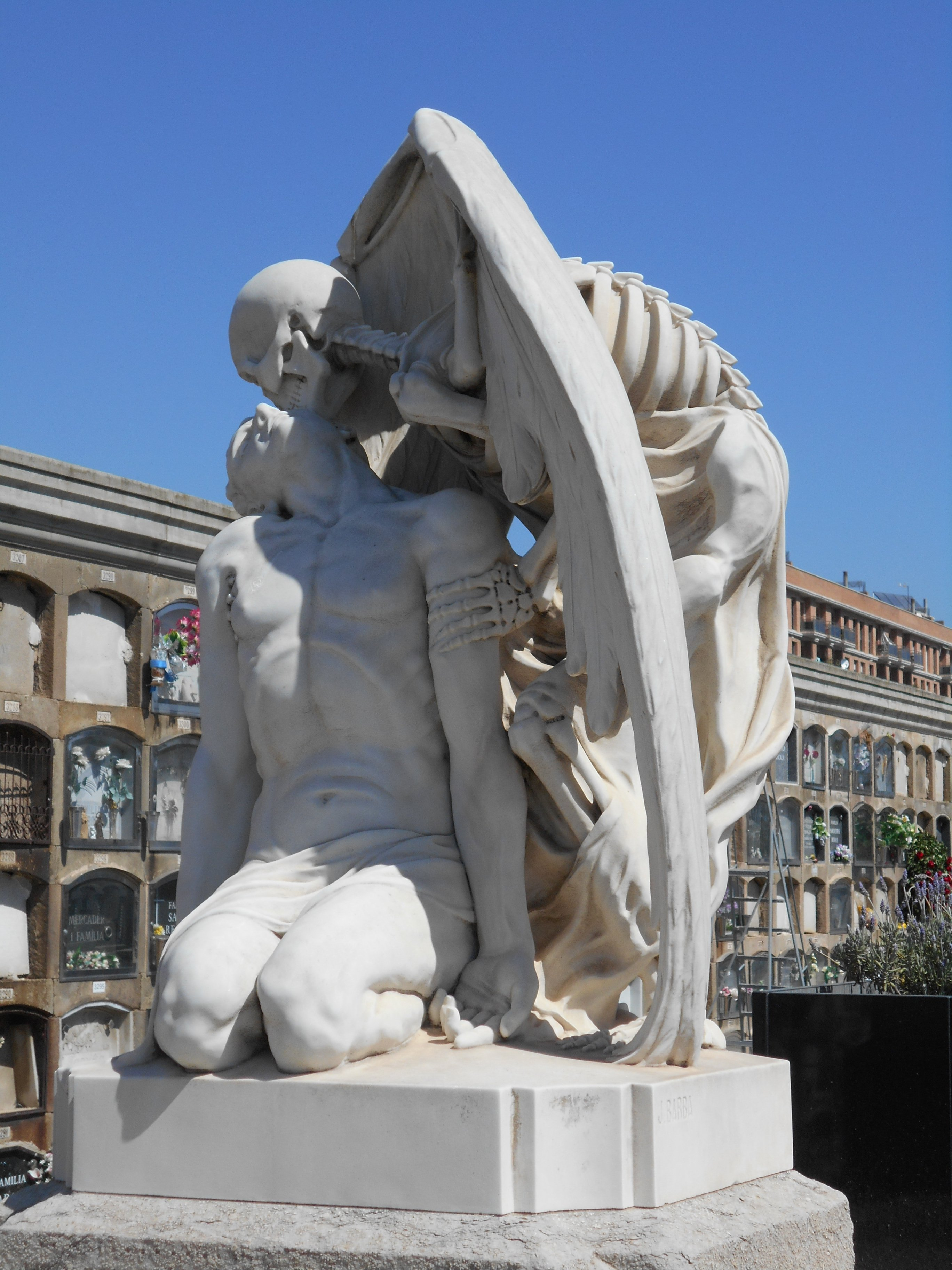
La célèbre sculpture art déco Le Baiser de la Mort de Jaume Barba (1930).

Détruit par les troupes impériales durant les guerres napoléoniennes, il est reconstruit en 1813 sous la direction du jeune architecte italien Antonio Ginesi et inauguré par l'évêque Pablo de Sichar le 15 avril 1819.
En 1821, il accueille les corps des victimes de l'épidémie de fièvre jaune qui fait 6 000 morts à Barcelone.
Il connaît un agrandissement majeur en 1849, sous la conduite de Joan Nolla, qui le parsème de panthéons et de monuments funéraires, œuvres d'architectes et de sculpteurs célèbres de l'époque qui mettent en évidence l'opulence et le prestige social de la bourgeoisie barcelonaise du 19e siècle.
À la suite de la forte industrialisation et du développement démographique de la ville, la municipalité de Barcelone ouvre le 17 mars 1883 le cimetière de Montjuïc, déclassant le cimetière de Poblenou au rang de cimetière secondaire.
En 1888, il est de nouveau agrandi par Leandre Albareda.

## Patrimoine
Les formes néoclassiques, les espaces d'enterrements égalitaires et la recherche de sérénité reflètent les goûts esthétiques et les aspirations politiques de la société catalane de l'époque.
En 2004, la Mairie de Barcelone créée la "Route des Cimetières", pour faire connaître l'attrait monumental et touristique des cimetières de la ville autres que le célèbre cimetière de Montjuïc.
Le cimetière du Poblenou est particulièrement célèbre pour accueillir l'œuvre Le Baiser de la Mort, du sculpteur Jaume Barba.
Il abrite également les sépultures des familles de Pablo Picasso (sa mère María Picasso, son père José Ruiz et sa sœur Lola Ruiz Picasso y sont inhumés) et de Salvador Dalí.

## Accès
Le site est desservi par les stations Poblenou et Llacuna du métro de Barcelone.
La porte principale du cimetière est située sur l'avinguda d'Icària, qui donne aujourd'hui accès au village olympique et au port olympique construits à l'occasion des Jeux Olympiques d'été de 1992, et aux plages de Barcelone, notamment à la plage historique du Somorrostro et à la plage touristique de la Nova Icària.

## Personnalités inhumées
- Antonio de Capmany y de Montpalau (1742-1813), historien, érudit et littérateur
- Erasme de Gònima i Passarell (1746-1821), industriel
- Antonio Brusi Mirabent (1782-1821), journaliste, fondateur du Diario de Barcelona
- Antoni Brusi i Ferrer (1815-1878), son fils, journaliste et  directeur du Diario de Barcelona
- Fèlix Amat de Palou i Pont (1750-1824), écrivain et philosophe janséniste, partisan de Joseph Bonaparte
- Antonio Ginesi (1791-1824), architecte italien du cimetière de Poblenou
- Francesc Salvà i Campillo (1751-1828), médecin, physicien et ingénieur
- Mariano Lagasca y Segura (1776-1839), botaniste
- Vicenç Cuyàs i Borés (1816-1839)
- Francisco Andrevi (1786-1853), compositeur et musicien
- Damià Campeny (1771-1855), sculpteur
- Vicenç Rodés i Aries (1783-1858), peintre
- Josep Roura i Estrada (1797-1860), chimiste, a introduit l'éclairage public au gaz en Espagne, premier directeur de l'Escola Tècnica Superior d'Enginyeria Industrial de Barcelone
- Bonaventura Carles Aribau (1798-1862), poète, pionnier de la Renaixença catalane
- Mateo Ferrer (1788-1864), ou Mateu Ferrer, compositeur et musicien
- Domingo Dulce (1808-1869), militaire mort à Amélie-les-Bains
- Ramon Vilanova i Barrera (1801-1870), compositeur
- Pascual Madoz (1806-1870), homme politique et écrivain
- Josep Anselm Clavé i Camps (1824-1874), homme politique et musicien
- Francisca Soler de Ros (1833-1884), actrice
- Anselm Barba i Balanzó (1848-1883), compositeur et organiste
- Narcís Monturiol i Estarriol  (1819-1885), savant, ingénieur et inventeur des sous-marins Ictíneo I et Ictíneo II. Sa dépouille a été transférée au panthéon des personnalités illustres du cimetière de Figueres en 1972.
- Maria Josepa Massanés (1811-1887), écrivaine et poétesse
- Miquel Garriga (1808-1888), architecte, notamment du Grand théâtre du Liceu
- Pedro Tintorer (1814-1891), pianiste
- Rossend Nobas (1849-1891), sculpteur
- Gabriel Balart (1824-1893), compositeur et chef d'orchestre
- Frederic Soler (1839-1895), dit Serafí Pitarra, poète et dramaturge. Sa dépouille a été transférée au cimetière de Montjuïc en 1964.
- Joaquim Rubió i Ors (1818-1899), écrivain de la Renaixença
- Francisco de Paula del Villar y Lozano (1828-1901), architecte
- Valentí Almirall (1841-1904), avocat, journaliste et homme politique
- José Ruiz y Blasco (1838-1913), peintre, père de Pablo Picasso
- José Ferrer (1835-1916), guitariste
- Eusebi Güell (1846-1918), industriel, mécène d'Antoni Gaudí, et sa fille, la compositrice Isabel Güell i López (1872-1956)
- María Picasso López (1855-1939), mère de Pablo Picasso
- Joan Llimona (1860-1926), peintre
- Narcís Oller (1846-1930), écrivain et poète
- Enric Galwey i Garcia (1864-1931), peintre
- Lola Ruiz Picasso (1864-1958), sœur de Pablo Picasso
- Josep Llimona (1864-1934), sculpteur, figure du modernisme catalan
- Antonet (1872-1935), clown franco-italien
- Miguel Llobet (1978-1938), guitariste
- Eliseu Meifrèn (1857-1940), peintre
- Caroline Montagne Roux (1858 - 1941), créatrice de mode d'origine parisienne
- Josep Santpere i Pei (1875-1939), comédien et directeur de théâtre
- Josep Brangulí (1879-1945), photographe
- Lola Anglada (1892-1984), romancière
- Rosa Hernáez i Esquirol (1887-1964), danseuse classique
- Xavier Benguerel i Llobet (1905-1990), écrivain, auteur du roman Icària
- Carmen Tórtola Valencia (1882-1955), danseuse
- Rafael Llimona (1896–1957), peintre
- Carles Cardó (1884-1958), écrivain et prêtre
- Emília Baró i Sanz (1884-1964), comédienne
- Ernest Santasusagna i Santacreu (1900-1964), peintre
- José Vilató Ruiz (1916-1969), peintre de la cité d'artiste La Ruche, liée à l'histoire de Montparnasse
- Ramon Reventós i Farrarons (1892-1976), architecte, auteur notamment du Poble espanyol et du Teatre Grec, à Montjuïc
- Maria Llimona (1894-1985), sculptrice
- Rosa Maria Arquimbau (1909-1992), artiste et journaliste
- Mary Santpere (1913-1992), actrice
- Lluís Bonet (1893-1993), architecte
- Tomàs Garcés (1901-1993), poète, universitaire, professeur à Toulouse
- Javier Vilató (1921-2000), peintre et sculpteur
- Cassen (1928-1991), artiste.
- Rosa Deulofeu i González (1959-2004), militante catholique
- José Luis de Vilallonga (1920-2007), écrivain, acteur, journaliste, figure de la jet set des années 1950
- Xavier Valls (1923-2006), peintre installé à Paris
- Jordi Sabater Pi (1922-2009), primatologue, découvreur du gorille albinos Flocon de Neige
- Núria Llimona (1917-2011), peintre
- Lluís Marsans (1930-2015), peintre, inspiré par Marcel Proust

## Galerie

Cimetière du Poblenou
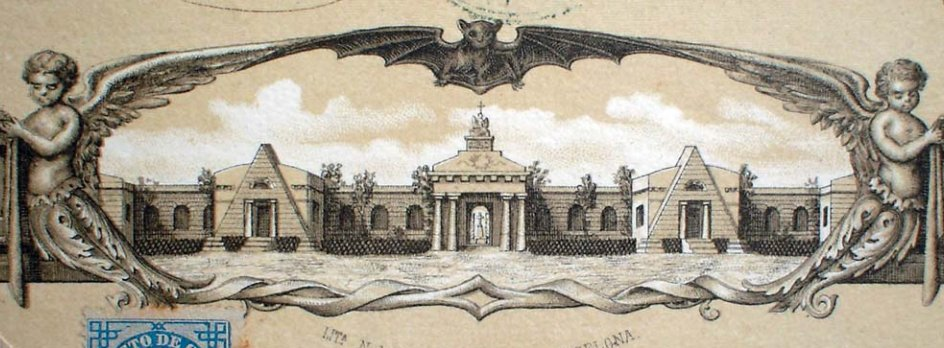
Façade du cimetière de Poblenou, dessin d'Antonio Ginesi.
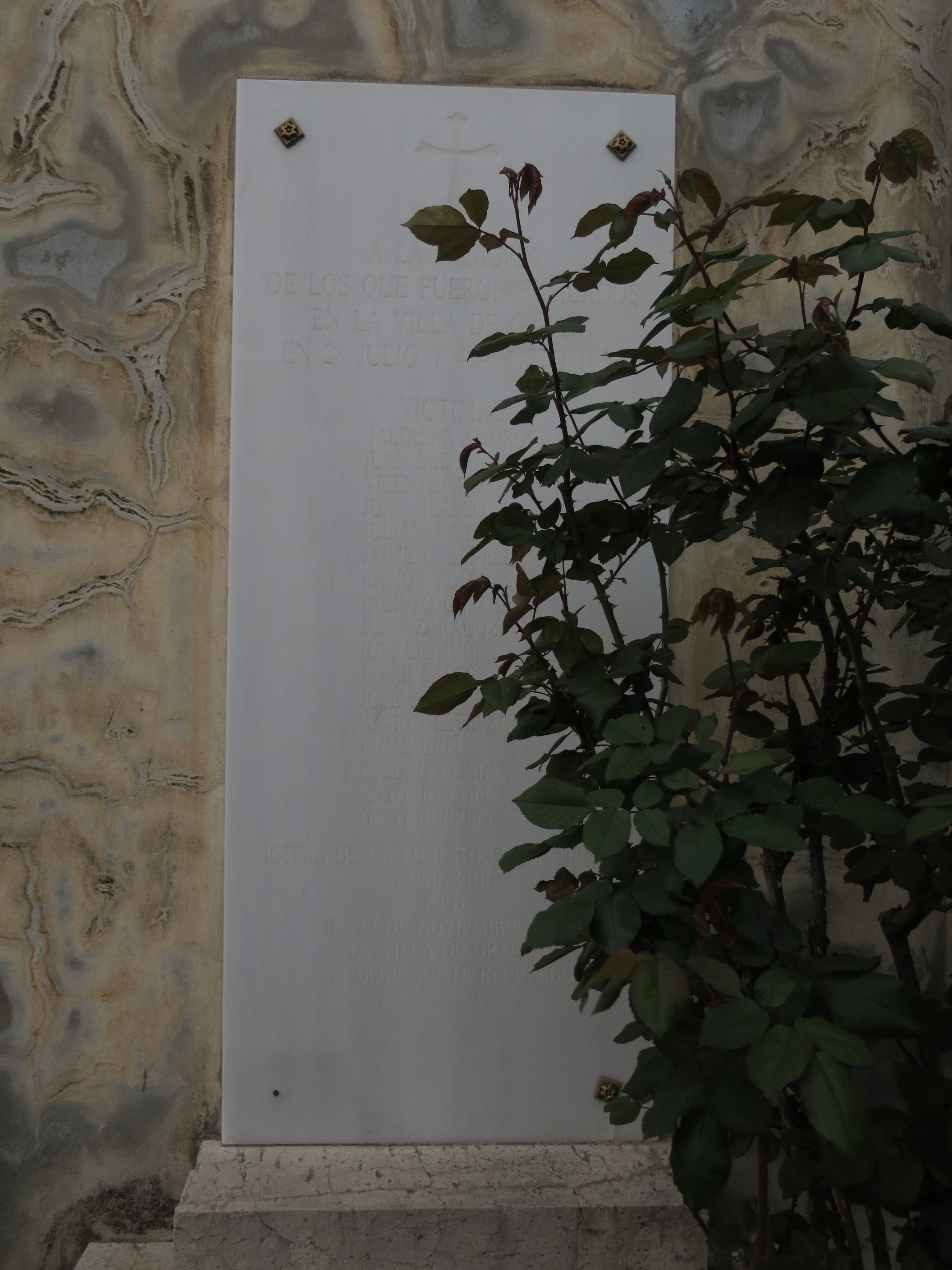
Mémorial des fusillés de la Vila de Gràcia.